# Maria Szadkowska
Maria Szadkowska-Maliszewska (ur. 2 sierpnia 1939 w Ostrowcu) – polska aktorka. 
W 1963 ukończyła studia PWSTiF. Zadebiutowała 3 listopada w 1963 roku.

## Filmografia
- 2013 – Prawo Agaty – właścicielka pokoju wynajmowanego przez Justynę (odc. 52)
- 2007–2009 – Tylko miłość – straganiarka
- 2007 – Braciszek – Kobieta
- 2006 – Plebania – Robecka (odc. 711, 718)
- 2004 – M jak miłość – pacjentka Reni Zakrzewskiej (odc. 211)
- 2003 – M jak miłość – klientka wypożyczalni Zduńskich (odc. 149)
- 2002 – Na dobre i na złe – babcia Eli Mroczek (odc. 120)
- 1991 – Panny i wdowy
- 1989 – Rzeka kłamstwa
- 1988 – Crimen – członkini sekty kosturowców
- 1983 – Lata dwudzieste… Lata trzydzieste… – Wanda, sekretarka w „Mirażu"

## Dubbing
- 1992: Świat królika Piotrusia i jego przyjaciół
- 1987–1990: Kacze opowieści
- 1975–1977: Pszczółka Maja – Motyl